# Rebeuvelier
Rebeuvelier (toponimo francese; in tedesco Rippertswiler, desueto) è una frazione di 386 abitanti del comune svizzero di Courrendlin, nel Canton Giura (distretto di Delémont).

## Storia

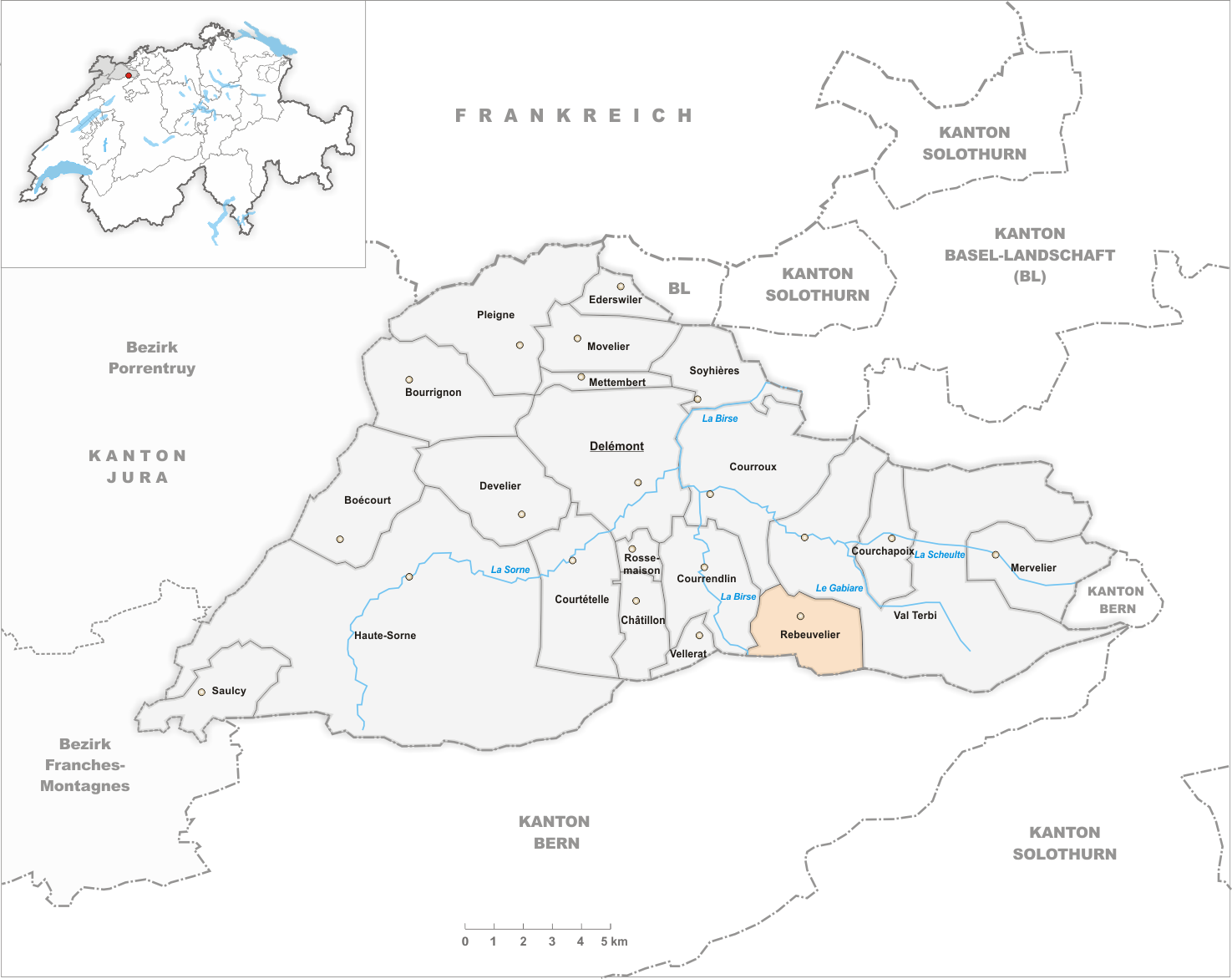
Il territorio del comune di Rebeuvelier prima degli accorpamenti comunali del 2019

Già comune autonomo, il 1º gennaio 2019 è stato aggregato al comune di Courrendlin assieme all'altro comune soppresso di Vellerat.

## Monumenti e luoghi d'interesse

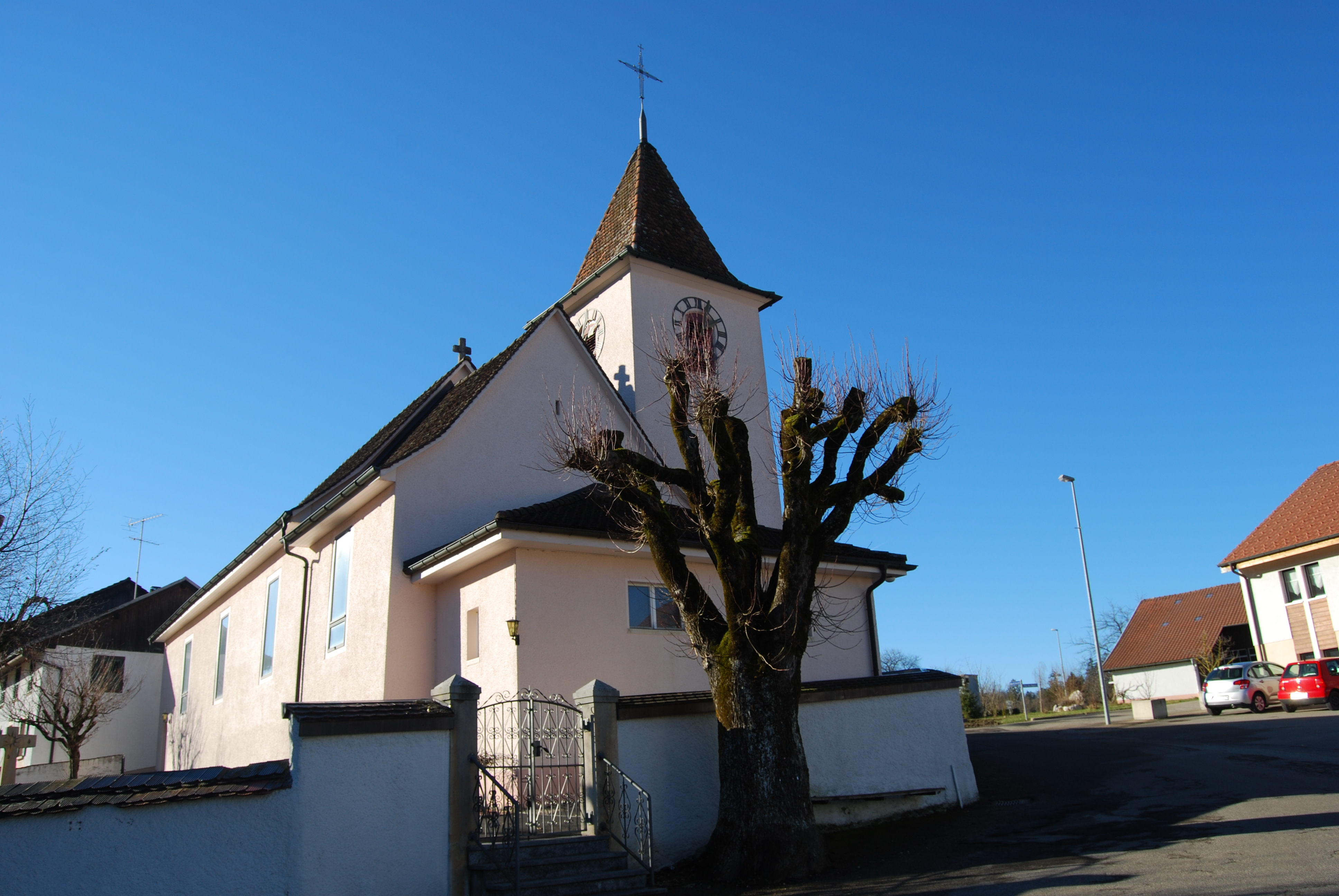
La chiesa dei Santi Giovanni e Paolo

- Chiesa cattolica dei Santi Giovanni e Paolo, attestata dal 1441 e ricostruita nel 1720[1].

## Società

### Evoluzione demografica
L'evoluzione demografica è riportata nella seguente tabella:
Abitanti censiti

## Amministrazione
Ogni famiglia originaria del luogo fa parte del comune patriziale che ha la responsabilità della manutenzione di ogni bene comune.